# Ligne 1 du tramway d'Anvers
Pour les articles homonymes, voir Ligne 1.
La ligne 1 est une ligne de tramway du tramway d'Anvers qui relie les arrêts Zuid et P+R Luchtbal.

## Histoire
4 mars 2019 : attribution de l'indice 14 à la ligne d'autobus 1 Anvers Noorderplaats - Hemiksem Nijverheidsstraat pour préparer la création de la ligne (son itinéraire correspond sur Anvers centre au tracé de la future ligne).
8 décembre 2019 : mise en service entre Anvers P+R Luchtbal et Anvers Sud (indice 1), section Anvers Sud - Rooseveltplaats reprise à la ligne 8, section Noorderplaats - P+R Luchtbal reprise à la ligne 70.

## Tracé et Stations

### Liste des stations
|  |   |  | Station         | Lat/Long                    | Commune | Correspondances |
|  | - |  | --------------- | --------------------------- | ------- | --- |
|  | O |  | P+R Luchtbal    | 51° 15′ 47″ N, 4° 25′ 06″ E | Anvers  | Ligne 6 du tramway d'Anvers |
|  | o |  | Dublin          | 51° 15′ 26″ N, 4° 25′ 13″ E | Anvers  | Ligne 6 du tramway d'Anvers |
|  | o |  | Luchtbal Kerk   | 51° 15′ 05″ N, 4° 25′ 13″ E | Anvers  | Ligne 6 du tramway d'Anvers |
|  | o |  | Kinepolis       | 51° 14′ 44″ N, 4° 25′ 13″ E | Anvers  | Ligne 6 du tramway d'Anvers |
|  | o |  | Groenendaallaan | 51° 14′ 39″ N, 4° 25′ 13″ E | Anvers  | |
|  | o |  | Straatsburgdok  | 51° 14′ 28″ N, 4° 25′ 14″ E | Anvers  | |
|  | o |  | Noorderbrug     | 51° 14′ 20″ N, 4° 25′ 14″ E | Anvers  | |
|  | o |  | IJzerlaan       | 51° 14′ 08″ N, 4° 25′ 14″ E | Anvers  | |
|  | o |  | ZNA Cadix       | 51° 13′ 54″ N, 4° 25′ 01″ E | Anvers  | |
|  | o |  | Noorderplaats   | 51° 13′ 49″ N, 4° 24′ 47″ E | Anvers  | Ligne 24 du tramway d'Anvers |
|  | o |  | Paardenmarkt    | 51° 13′ 28″ N, 4° 24′ 55″ E | Anvers  | Ligne 24 du tramway d'Anvers |
|  | o |  | Roosevelt       | 51° 13′ 14″ N, 4° 24′ 59″ E | Anvers  | Ligne 11 du tramway d'Anvers · Ligne 24 du tramway d'Anvers                                                                                           |
|  | o |  | Opera           | 51° 13′ 05″ N, 4° 24′ 56″ E | Anvers  | Ligne 3 du tramway d'Anvers · Ligne 5 du tramway d'Anvers · Ligne 9 du tramway d'Anvers · Ligne 10 du tramway d'Anvers · Ligne 15 du tramway d'Anvers |
|  | o |  | Stadspark       | 51° 12′ 51″ N, 4° 24′ 42″ E | Anvers  | Ligne 10 du tramway d'Anvers |
|  | o |  | Nationale Bank  | 51° 12′ 42″ N, 4° 24′ 31″ E | Anvers  | Ligne 4 du tramway d'Anvers · Ligne 7 du tramway d'Anvers · Ligne 10 du tramway d'Anvers                                                              |
|  | o |  | Kasteelplein    | 51° 12′ 32″ N, 4° 24′ 09″ E | Anvers  | Ligne 10 du tramway d'Anvers |
|  | o |  | Bres            | 51° 12′ 27″ N, 4° 23′ 52″ E | Anvers  | Ligne 10 du tramway d'Anvers |
|  | o |  | Montigny        | 51° 12′ 21″ N, 4° 23′ 35″ E | Anvers  | |
|  | O |  | Zuid            | 51° 12′ 02″ N, 4° 23′ 28″ E | Anvers  | Ligne 4 du tramway d'Anvers · Ligne 10 du tramway d'Anvers                                                                                            |

## Exploitation de la ligne
La ligne 1 est exploitée par De Lijn. Le temps de parcours est de 30 minutes.

### Fréquence
La ligne 1 a une fréquence d'un tram toutes les dix minutes en journée, et d'un tram toutes les quinze minutes en soirée.

### Matériel roulant
La ligne est exploitée à l'aide de rames Bombardier Hermelijn et Bombardier Flexity Albatros courtes.